# Pyrrhorachis subcornuta
Pyrrhorachis subcornuta är en fjärilsart som beskrevs av Louis Beethoven Prout 1937. Pyrrhorachis subcornuta ingår i släktet Pyrrhorachis och familjen mätare. Inga underarter finns listade.